# XXVII династия

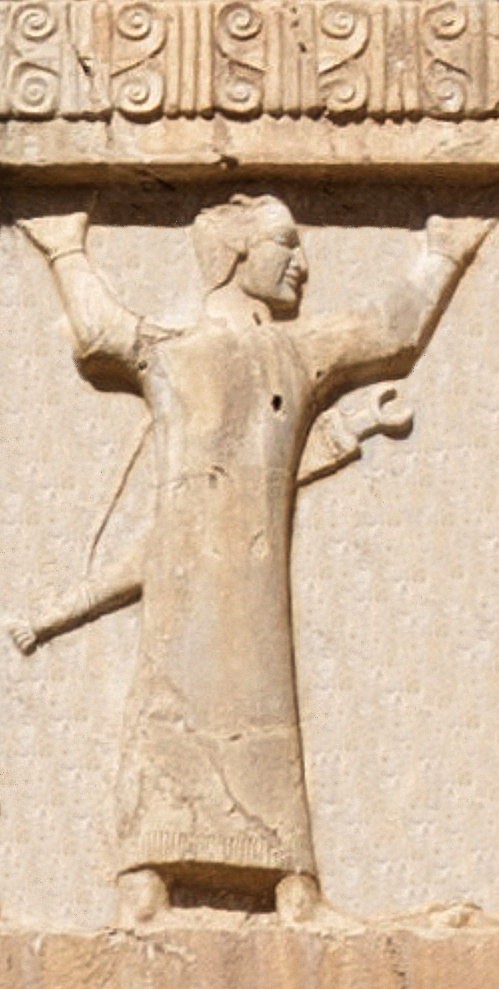
Египетский солдат армии Ахеменидов, около 470 года до н. э.

Двадцать седьмая династия — «Истории Египта» Манефона так называет иноземную династию Ахеменидов, правившую Древним Египтом между 525 и 404 годами до нашей эры. Сам Египет в этот период был одной из провинций (сатрапий) империи Ахеменидов и назывался Первая египетская сатрапия. Начало персидскому господству было положено царём Персии Камбисом II после битвы при Пелузии (525 г. до н. э.), завоевания Египта и последующего коронования в качестве фараона. XXVII династия была прервана после восстания египтян и коронации фараоном Амиртея. Второй период правления Ахеменидов в Египте произошла в рамках тридцать первой династии Египта (343—332 до н. э.).

## История
Последний фараон 26-й династии, Псамметих III, был побежден Камбисом II в битве при Пелузии в восточной дельте Нила в мае 525 года до нашей эры. Камбис был коронован фараоном Египта летом того же года, положив начало первому периоду персидского владычества над Египтом (известному как 27-я династия). Затем Египет был объединен с Кипром и Финикией, чтобы сформировать шестую сатрапию империи Ахеменидов, с Ариандом в качестве местного сатрапа (губернатора провинции).
В царствование Камбиса, фараона Египта, финансовые ресурсы традиционных египетских храмов значительно сократились. Один указ, написанный на папирусе демотическим шрифтом, предписывал ограничить ресурсы всех египетских храмов, за исключением Мемфиса, Гелиополиса и Венхема (близ Абусира). Камбис покинул Египет в начале 522 года до нашей эры, умирая по пути в Персию, и номинально ему на короткое время наследовал его младший брат Бардия, хотя современные историки предполагают, что на самом деле Бардия был Гауматой, самозванцем, и что настоящий Бардия был убит несколько лет назад Камбисом, якобы из ревности. Дарий I, подозревая это подражание, возглавил переворот против «Бардии» в сентябре того же года, сверг его и был коронован как царь и фараон на следующее утро.

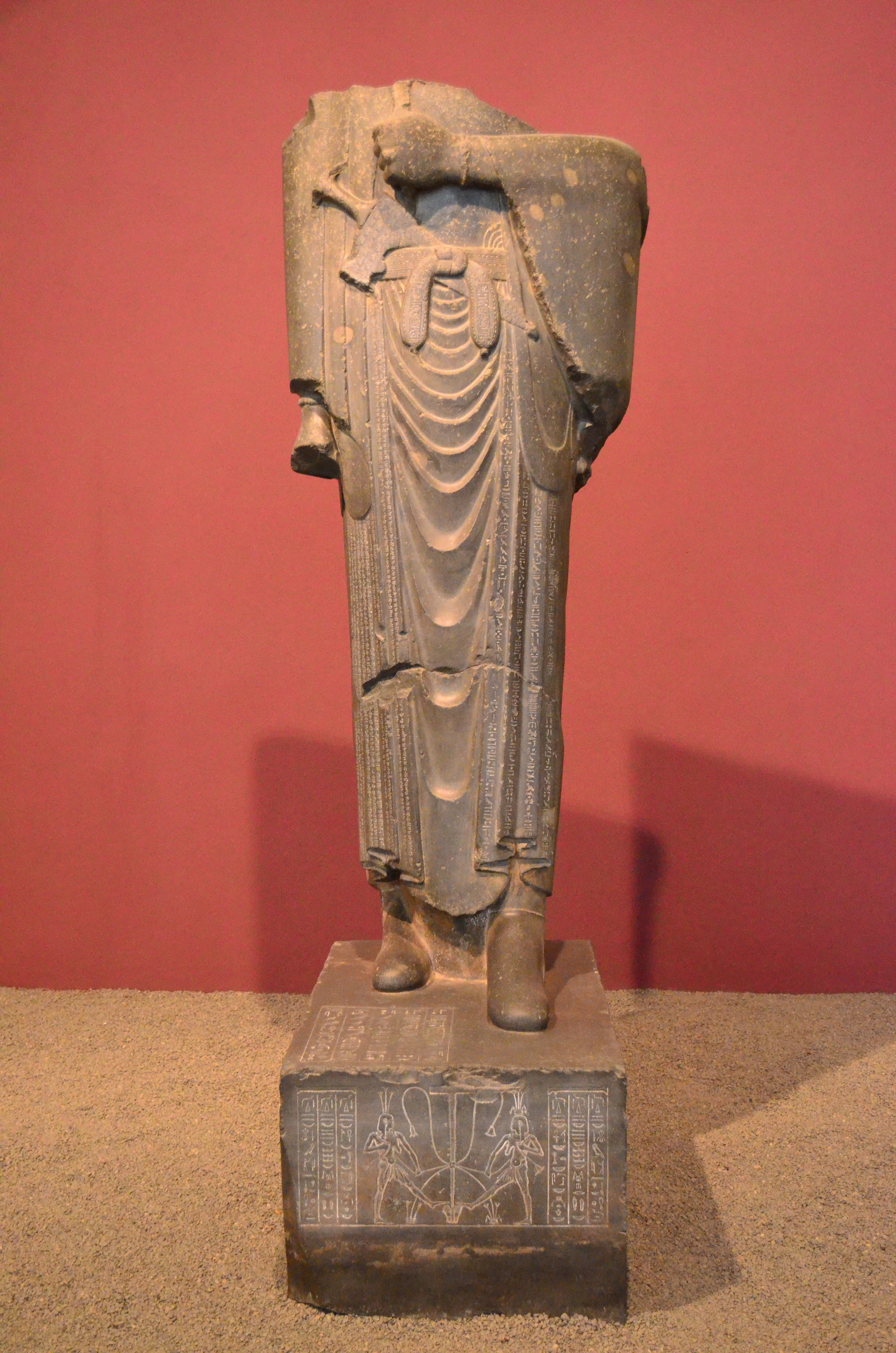
Египетская статуя Дария I, обнаруженная во дворце в Сузах.

Как новый персидский царь, Дарий проводил большую часть своего времени, подавляя восстания по всей своей империи. В конце 522 или начале 521 года до нашей эры местный египетский принц поднял восстание и объявил себя фараоном Петубастисом III. Главная причина этого восстания неясна, но древнегреческий военный историк Полиен утверждает, что это было угнетающее налогообложение, введенное сатрапом Ариандом. Далее историк пишет, что Дарий отправился в Египет, прибыв туда во время траура по погибшему священному герольду Птаха быку.
Дарий интересовался внутренними делами Египта намного больше, чем Камбис. Он, как сообщается, кодифицировал законы Египта и, в частности, завершил раскопки системы каналов в Суэце, позволив пройти от Горьких озёр к Красному морю, что было гораздо предпочтительнее трудного маршрута по пустыне. Этот подвиг позволил Дарию завезти квалифицированных египетских рабочих и ремесленников для строительства своих дворцов в Персии. Тем не менее, Дарий был более предан поддержке египетских храмов, чем Камбис, заработав себе репутацию религиозной толерантности в регионе. В 497 году до нашей эры, во время визита Дария в Египет, Арианд был казнен за измену, по предположениям, за попытку выпустить собственную монету, явную попытку отдалить Египет от остальной части Персидской империи. Дарий умер в 486 году до нашей эры, и ему наследовал Ксеркс I.
Ксеркс назначил сатрапом своего брата Ахемена. Ксеркс прекратил привилегированный статус Египта, удерживаемый при Дарии, и увеличил потребности в поставках из страны, вероятно, для финансирования своего вторжения в Грецию. Кроме того, Ксеркс продвигал зороастрийского бога АхураМазду за счет традиционных египетских божеств и навсегда прекратил финансирование египетских памятников. Ксеркс был убит в 465 году до нашей эры Артабаном, начав династическую борьбу, которая закончилась тем, что Артаксеркс I был коронован следующим царем и фараоном.
В 460 году до нашей эры произошло ещё одно крупное египетское восстание, возглавляемое ливийским вождем по имени Инарос II, которому в значительной степени помогали афиняне Греции. Инарос разгромил армию во главе с Ахеменидом, убив при этом сатрапа, и взял Мемфис, в конечном счете установив контроль над значительной частью Египта. Инарос и его афинские союзники были окончательно разбиты персидской армией во главе с полководцем Мегабизом в 454 году до н. э. Мегабиз пообещал Инаросу, что не причинит вреда ни ему, ни его последователям, если он сдастся и подчинится персидской власти. Тем не менее Артаксеркс в конце концов приказал казнить Инароса, хотя как именно и когда — вопрос спорный. Артаксеркс умер в 424 году до нашей эры.
Преемник Артаксеркса, Ксеркс II правил всего сорок пять дней, будучи убит своим братом Согдианом. Впоследствии Согдиан был убит своим братом Охом, который стал Дарием II. Дарий II правил с 423 по 404 год до нашей эры, и ближе к концу его правления произошло восстание во главе с Амиртаем, потенциально начавшееся ещё в 411 году до нашей эры. В 405 году до нашей эры Амиртей с помощью критских наемников изгнал персов из Мемфиса, объявив себя фараоном на следующий год и положив конец 27-й династии. Преемник Дария II Артаксеркс II предпринял попытку начать поход, чтобы вернуть Египет, но из-за политических трудностей со своим братом Киром Младшим отказался от этой попытки. Артаксеркс II был признан законным фараоном в некоторых частях Египта ещё в 401 году до нашей эры, хотя его вялая реакция на ситуацию позволила Египту укрепить свою независимость.